# Aufbauseminar für Fahranfänger
Das Aufbauseminar für Fahranfänger (ASF), umgangssprachlich auch Nachschulung genannt, ist eine von der deutschen Fahrerlaubnisbehörde (Straßenverkehrsamt) angeordnete Maßnahme bei einem A- oder zwei B-Verstößen innerhalb der Führerschein-Probezeit, die im Regelfall für die ersten zwei Jahre einer Fahrerlaubnis (ausgenommen Klassen L, AM, T) festgelegt wird.
Ein A-Verstoß (eine schwere Zuwiderhandlung, siehe Liste unten im Weblink verkehrsportal.de) führt sofort zur Anordnung einer Nachschulung, ein B-Verstoß (weniger schwere Zuwiderhandlung) erst beim zweiten Mal, nämlich bei der zweiten Eintragung im Kraftfahrt-Bundesamt.
Das Aufbauseminar wird von einer dazu lizenzierten Fahrschule mit einer Gruppe von mindestens sechs, höchstens zwölf Teilnehmern durchgeführt und besteht aus fünf Teilen: vier Theorie-Sitzungen von jeweils 135 Minuten Dauer und einer Beobachtungsfahrt zwischen der ersten und der zweiten Sitzung, welche mindestens 30 Minuten dauert und mit jeweils bis zu drei Teilnehmern stattfindet.
Im Rahmen des Aufbauseminars werden unter anderem die Verstöße der Teilnehmer besprochen und Wege zur zukünftigen Vermeidung gesucht.
Mit Abschluss des Seminars erhalten die Teilnehmer eine Bescheinigung, die bei der entsprechenden Verwaltungsbehörde eingereicht werden muss.
Wird das Seminar vom Führerscheininhaber innerhalb der von der Verwaltungsbehörde festgesetzten Frist nicht erfolgreich abgeschlossen, wird die Fahrerlaubnis entzogen. Eine neue Fahrerlaubnis wird erst erteilt, wenn die Teilnahme an einem Aufbauseminar nachgewiesen wird und wenn eine Überprüfung der Kraftfahreignung stattgefunden hat.

## Drogen- und alkoholauffällige Fahranfänger
Trunkenheitsfahrten in der Probezeit nach § 315c Abs. 1 Nr. 1 a und den §§ 316, 323a des Strafgesetzbuches (StGB) oder den §§ 24a, 24c des Straßenverkehrsgesetzes (StVG) haben ein „besonderes Aufbauseminar“ (§ 36 der Fahrerlaubnis-Verordnung (FEV)) zur Folge, welches in Gruppen mit mindestens sechs und höchstens zwölf Teilnehmern durchgeführt wird. Dieser Kurs beginnt mit einem Vorgespräch und besteht aus drei Sitzungen von jeweils 180 Minuten Dauer in einem Zeitraum von zwei bis vier Wochen sowie der Anfertigung von Kursaufgaben zwischen den Sitzungen. Eine Fristüberschreitung zu diesem besonderen Aufbauseminar wird als Weigerung angesehen und hat ebenfalls den Entzug der Fahrerlaubnis zur Folge.